# 托洛克斯
托洛克斯（西班牙語：Tolox）是西班牙安达卢西亚自治区马拉加省的一个市镇。总面积94平方公里，总人口2239人（2001年），人口密度24人/平方公里。